# کوه ریوزن
کوه ریوزن (به ژاپنی: 霊山, Ryōzen) کوهی است که در مرز شهر سوما، فوکوشیما و شهر سابق داتا، فوکوشیما در استان فوکوشیما قرار دارد.